# La magia de Sandro
La magia de Sandro es el noveno álbum de estudio del cantautor argentino Sandro. Fue publicado en 1968 por la discográfica CBS Records. 
Entre los éxitos del álbum se destacan "Tengo" y "Penumbras".

## Lista de canciones[1]
Todas las canciones escritas y compuestas por Oscar Anderlé y Sandro, excepto donde se indica.
1. «Tengo» (shake) - 2:13
2. «Me amas y me dejas» (balada) - 3:03
3. «Puerto sin amor» (balada) - 2:30
4. «Así» (balada) - 3:12
5. «Yuma Yoe» (folk-rock) - 2:28 (Sandro)
6. «La juventud se va» (balada) - 2:09
7. «París ante ti» (balada) - 3:17
8. «Por algún camino» (shake) - 2:38
9. «Penas» (balada) - 3:22
10. «Penumbras» (balada) - 3:32
11. «Por tu amor» (balada) - 2:25
12. «Lluvia de rosas» (balada) - 2:43
13. «Dalila» (balada) - 2:59

## Créditos[1]
- Sandro - Voz, composición.
- Oscar Anderlé - Composición
- Jorge López Ruiz - Arreglos y Dirección orquestal.
- Héctor Techeiro - Producción

## Versiones
El disco tuvo sus ediciones en varios países de América, a continuación las discográficas:
- Epic (Perú) - 1968
- CBS (Colombia) - 1968
- CBS (Venezuela) - 1968
- Columbia (Estados Unidos) - 1968
- CBS (Ecuador) - 1969
- Caytronics (Estados Unidos) - Inédito